# Förr och nu – illustrerad läsning för hemmet
Se även: Förr och Nu
Förr och nu – illustrerad läsning för hemmet var en tidskrift som utkom under åren 1870–1891. Den hade en kristen inriktning. Redaktör var Bernhard Wadström.